# 福永春吾
福永 春吾（ふくなが しゅんご、1994年5月14日 - ）は、大阪府高槻市出身の元プロ野球選手（投手）で野球指導者。右投左打。

## 来歴

### プロ入り前
小学1年生から野球を始める。高槻市立高槻小時代は軟式チームの「高槻タイガース」でプレー。当時は主に捕手を務めていた。高槻市立第一中時代は硬式チームの「高槻リトルシニア」に入団するも2年次にチームが分かれ、新設の「高槻ボーイズ」に移籍。自ら志願し投手に転向した。
金光大阪高校では1年からベンチ入り。1年秋には背番号1を背負うが、2年時に肘を2度にわたり疲労骨折し、金光大阪高を中退。クラーク記念国際高校に編入した。当時のクラーク高には野球部がなく、在学中の約1年半の間野球から遠ざかっていた（詳細後述）。
高校卒業後、トライアウトを経て関西独立リーグの06BULLSに入団した。背番号は20。

### 06BULLS時代
2013年は、通算24試合に登板し11勝4敗、防御率1.93を記録。兵庫ブルーサンダーズとのチャンピオンシップでは2試合に先発し、いずれも9回1失点完投勝利を挙げ優勝に貢献した。
2014年は9試合登板で2勝1敗にとどまったが、防御率1.50と3完投を記録。チャンピオンシップでは前年に続き兵庫と対戦し、5失点（自責2）ながら完投勝利を記録した。
オフに四国アイランドリーグplus（四国IL）のトライアウトを受けて合格し、リーグのドラフト会議で徳島インディゴソックスから1位指名を受け入団。背番号は14となった。

### 第一次四国IL徳島時代
2015年、開幕戦の対福岡ソフトバンクホークス3軍戦では千賀滉大と投げ合い9回16奪三振無失点の快投を見せた。シーズンでは17試合に登板し、チーム最多の118イニングを投げ6勝6敗、防御率2.44、106奪三振で最多奪三振のタイトルを獲得。ドラフト候補に名が挙がるも指名はなかった。北米遠征へ参加する四国IL選抜チームに選出された。
2016年は、前年のドラフト指名漏れの悔しさから体力作りや投球スタイルの見直しを図った結果、ストレートが最速152km/hを記録するまでに成長しエースとして活躍。15試合登板で前年と同じ6勝6敗、リーグ2位の防御率1.38を記録した。81奪三振を挙げ2年連続で最多奪三振を獲得。前年に引き続き、四国IL選抜チームの一員として北米遠征に参加した。
2016年のNPBドラフト会議で、阪神タイガースから6巡目で指名。契約金2,500万円、年俸680万円（金額は推定）という条件で入団に至った。背番号は40。日本国内の独立リーグに加盟する球団から阪神へドラフト入団した選手は通算で4人目だが、四国ILからは福永が初めてである（過去3人はいずれもBCリーグからの入団）。

### 阪神時代
2017年は、公式戦の開幕を二軍で迎えた。ウエスタン・リーグ公式戦で開幕から5月上旬までに6試合の登板で3勝2敗、防御率2.32という好成績を残したことを背景に、5月6日の対広島東洋カープ戦（阪神甲子園球場）に先発投手として一軍デビュー。10被安打6失点を喫して4回表で降板したが、降板後にチームが最大9点差からの逆転で勝利したため、福永に勝敗は付かなかった。この試合を最後に一軍から遠ざかったままシーズンを終えたものの、ウ・リーグ公式戦では、通算29試合の登板で主に先発を任され、5勝5敗、防御率3.47を記録。
2018年、前年に続いて春季キャンプを二軍で過ごしたが、この年に二軍監督へ就任した矢野燿大からキャンプ中の成長を高く評価され、3月16日には、ウ・リーグ公式戦における矢野の初陣（タマホームスタジアム筑後の対福岡ソフトバンクホークス戦）で開幕投手を任された（6回3失点で勝敗付かず）。その後も先発として起用され、3試合に登板した5月には1完封を含む3勝0敗、防御率1.59の好成績で、リーグの月間MVPに選ばれた。最終的には先発を中心に20試合へ登板。7勝2敗1セーブ、防御率3.80という成績を残し、リーグ最優秀防御率と最高勝率のタイトルを獲得するとともに二軍の8年振りリーグ優勝に貢献した。なお、一軍公式戦では、6月下旬に救援で2試合に登板、いずれもビハインドの場面からの中継ぎ登板で失点を喫した。
2019年、キャンプ中から中継ぎへ配置転換されると、二軍公式戦で11試合連続無失点を記録するなど好成績を収め、5月2日に一軍昇格。6日の対東京ヤクルトスワローズ戦（明治神宮球場）で、5回に2番手としてシーズン初登板を果たすと1回を無失点2奪三振に抑え、一軍公式戦では初めて無失点で登板を終えた。結果一軍では3試合に登板した。二軍ではチーム2位の44試合に登板し、一時期は守護神を任されて7セーブを記録した。現状維持となる680万円の年俸で契約更改した。
2020年は二軍でチーム最多の30試合に登板し、3勝2敗2セーブを記録。しかし、一軍での登板は1試合にとどまり、11月4日、戦力外通告を受け、12月2日付で自由契約公示された。
現役続行を望み、12月7日の12球団合同トライアウトを受験、打者3人との対戦で奪三振1・被安打1（他は内野フライ）の内容だった。
福永は海外への転身も視野に入れ、古巣の徳島が移籍先探しに協力して、一旦は中華職業棒球大聯盟（台湾プロ野球・CPBL）の楽天モンキーズに入団することが内定したが、新型コロナウイルス感染症の流行拡大によって入団に必要な査証の発給を得られず、契約はキャンセルとなった。

### 第二次四国IL徳島時代
2021年1月29日、四国アイランドリーグplusの徳島インディゴソックスに再入団することが発表された。背番号は99。徳島へは5年ぶりの復帰となる。背番号は「インパクトがあるものがいい」という球団社長のアドバイスから決めたもので、「ラストチャンス」という含意があるという。福永は移籍先の斡旋も引き受けた徳島への恩義から、0円で契約を結んだとのちに明かされている。表向きはNPBへの復帰を目標としていたが、球団代表の南啓介には海外でのプレーを希望していることを伝え、実際にはこのシーズンを海外へ行くための準備期間と位置づけていた。その中で5月にもCPBLの球団からのオファーがあったとされるが、同時期に徳島球団で新型コロナウイルスの陽性者が多数発生してチーム活動が停止した影響もあり、またも立ち消えになってしまっている。結局シーズンを通して徳島でプレーし、このシーズンは以前とは異なるクローザーとして起用され、11セーブ（リーグ2位）をあげた。

### メキシカンリーグ時代
2022年1月5日、台湾や大韓民国といった海外リーグでのプレーを目指していると報じられた。3月中も福永は徳島球団の春季キャンプに同行していたが、22日、リーガ・メヒカーナ・デ・ベイスボルのドゥランゴ・ジェネラルズのキャンプに招待選手として参加することが徳島球団より発表された。3月24日に発表された四国アイランドリーグplusの2022年シーズン開幕登録選手には福永の名は記載されておらず、徳島は退団扱いとなっている。リーガ・メヒカーナ・デ・ベイスボルのプレシーズンが終了した4月22日にシーズンのロースターが発表され、福永は7人の外国人選手の一人として登録された。ドゥランゴでは開幕から3試合（うち先発1試合、10.1回）に登板し、勝敗なし、防御率4.35という成績を残していたが、5月13日に自由契約となった。5月21日に同じリーガ・メヒカーナ・デ・ベイスボルのグアダラハラ・マリアッチスと契約したが、1試合（1回を1失点）に登板しただけで24日に再び自由契約となった。

### KAL・北九州時代
2022年8月31日、九州アジアリーグの福岡北九州フェニックスに入団することが発表された。北九州では3試合に登板（うち先発1）して、0勝0敗2ホールド、防御率1.80の成績だった。シーズン終了後の10月4日に北九州からの退団（自由契約）が発表された。

### 北九州退団後
11月に、CBPL・富邦ガーディアンズの秋季キャンプへ、妹尾克哉とともにテスト参加していると現地メディアで報じられた。実戦テストで春季キャンプに招待するかどうかを決めるとしていたが、11月27日の時点で富邦のGMが「福永とはもう話さない」と述べたと報じられた。
その後、台湾の地元紙では、台中市のアマチュア野球チームである台中市成棒隊でプレーを続行すると報じられた。台湾での現役続行は、日本でも2023年1月に伝えられ、その際のコメントでは2024年に予定されているNPBのファーム拡張を視野に入れて日本への復帰を考えていると紹介された。3月に正式に契約を結んだ。

### 台鋼時代
同年6月7日、台湾プロ野球に新規参入し、二軍にのみ参加している台鋼ホークスと契約。球団初の外国人選手となった。台鋼では二軍戦に3試合登板したが、7月18日の登板を最後に肘の靱帯を断裂し離脱。8月21日に現役引退を表明し、投手コーチ補佐に就任することが発表された。
同年10月23日、2024年秋以降にリーグ開始予定の中東・南アジアのベースボール・ユナイテッドのドラフト会議にて、アブダビ・ファルコンズより9巡目（全体68位）で指名を受けた。指名について、自身のInstagramで感謝と戸惑いの言葉を綴り、台鋼との契約があることと手術を受けた直後であることから、入団しない意向を示唆している。

## 選手としての特徴
どっしりとした体格から繰り出すストレートで三振を奪うパワーピッチングが持ち味の本格派右腕。球速は最速158km/hを計測したことがある。変化球はスラッター（スライダーとカットの中間球）を武器とし、他にはチェンジアップ、フォーク（スプリットとも）、パワーカーブ、スローカーブなどを投げる。
目標とする投手には涌井秀章を挙げている。

## 人物・エピソード
クラーク高時代は、野球に対する未練を持ちつつも、野球には一切触れずに高校生活を送っていたが、高校卒業後の進路を考えるようになった高校3年次の夏、後にプロでチームメイトとなる藤浪晋太郎ら多くの同学年の選手が出場している甲子園大会のテレビ中継を見たことで野球への想いが再燃、再びプロへの道を目指すことを決意し、06BULLSのトライアウトを受験した。大学進学を選ばなかったのは、大学へ行けば最低でも4年間プロへの道を閉ざされると考えたからである。入団当初は、約2年もの間野球から離れていたこともあり、練習についていくこともままならなかったが、当時のチームメイトであった洪成溶の存在や、元プロ選手である村上隆行や石毛博史らの指導により、着実に成長を遂げた福永はNPB入りを明確な目標とするようになり、環境面や相手打者のレベル、プロスカウトとの接触の可能性の面で一番だとして四国ILへの入団を決意、入団後の活躍によりドラフト候補に名を連ねる選手となった。

## 詳細情報

### 年度別投手成績
| 年 度     | 球 団     | 登 板 | 先 発 | 完 投 | 完 封 | 無 四 球 | 勝 利 | 敗 戦 | セ 丨 ブ | ホ 丨 ル ド | 勝 率 | 打 者 | 投 球 回 | 被 安 打 | 被 本 塁 打 | 与 四 球 | 敬 遠 | 与 死 球 | 奪 三 振 | 暴 投 | ボ 丨 ク | 失 点 | 自 責 点 | 防 御 率 | W H I P |
| --------- | --------- | ----- | ----- | ----- | ----- | -------- | ----- | ----- | -------- | ----------- | ----- | ----- | -------- | -------- | ----------- | -------- | ----- | -------- | -------- | ----- | -------- | ----- | -------- | -------- | ------- |
| 2017      | 阪神      | 1     | 1     | 0     | 0     | 0        | 0     | 0     | 0        | 0           | ----  | 25    | 4.0      | 10       | 1           | 3        | 0     | 0        | 3        | 1     | 0        | 6     | 5        | 11.25    | 3.25    |
| 2018      | 阪神      | 2     | 0     | 0     | 0     | 0        | 0     | 0     | 0        | 0           | ----  | 13    | 2.0      | 6        | 1           | 2        | 0     | 0        | 0        | 0     | 0        | 5     | 5        | 22.50    | 4.00    |
| 2019      | 阪神      | 3     | 0     | 0     | 0     | 0        | 0     | 0     | 0        | 0           | ----  | 13    | 2.0      | 6        | 1           | 1        | 2     | 0        | 3        | 0     | 0        | 5     | 5        | 22.50    | 3.50    |
| 2020      | 阪神      | 1     | 0     | 0     | 0     | 0        | 0     | 0     | 0        | 0           | ----  | 6     | 1.0      | 3        | 0           | 0        | 0     | 0        | 1        | 1     | 0        | 2     | 2        | 18.00    | 3.00    |
| 通算：4年 | 通算：4年 | 7     | 1     | 0     | 0     | 0        | 0     | 0     | 0        | 0           | ----  | 57    | 9.0      | 25       | 3           | 6        | 2     | 0        | 7        | 2     | 0        | 18    | 17       | 17.00    | 3.44    |

- 2020年度シーズン終了時

### 年度別守備成績
| 年 度 | 球 団 | 投手  | 投手  | 投手  | 投手  | 投手  | 投手     |
| 年 度 | 球 団 | 試 合 | 刺 殺 | 補 殺 | 失 策 | 併 殺 | 守 備 率 |
| ----- | ----- | ----- | ----- | ----- | ----- | ----- | -------- |
| 2017  | 阪神  | 1     | 0     | 1     | 0     | 0     | 1.000    |
| 2018  | 阪神  | 2     | 1     | 1     | 0     | 1     | 1.000    |
| 2019  | 阪神  | 3     | 1     | 0     | 0     | 0     | 1.000    |
| 2020  | 阪神  | 1     | 0     | 0     | 0     | 0     | ----     |
| 通算  | 通算  | 7     | 2     | 2     | 0     | 1     | 1.000    |

- 2020年度シーズン終了時

### 記録
NPB投手記録
- 初登板・初先発登板：2017年5月6日、対広島東洋カープ8回戦（阪神甲子園球場）、4回10被安打6失点（自責点5）で勝敗つかず
- 初奪三振：同上、1回表に石原慶幸から見逃し三振

NPB打撃記録
- 初打席：2017年5月6日、対広島東洋カープ8回戦（阪神甲子園球場）、3回裏に岡田明丈の前に空振り三振

### 独立リーグでの投手成績
| 年 度     | 球 団     | 防 御 率 | 登 板 | 勝 利 | 敗 戦 | セ 丨 ブ | 完 投 | 完 封 | 無 四 球 | 投 球 回 | 打 者 | 被 安 打 | 被 本 塁 打 | 奪 三 振 | 与 四 球 | 与 死 球 | 失 点 | 自 責 点 | 暴 投 | ボ 丨 ク |
| --------- | --------- | -------- | ----- | ----- | ----- | -------- | ----- | ----- | -------- | -------- | ----- | -------- | ----------- | -------- | -------- | -------- | ----- | -------- | ----- | -------- |
| 2013      | 06        | 1.93     | 24    | 11    | 4     | 0        | 2     | 2     | 0        | 135.0    | 565   | 118      | 1           | 97       | 43       | 8        | 44    | 29       | 4     | 1        |
| 2014      | 06        | 1.50     | 9     | 2     | 1     | 0        | 3     | 0     | 0        | 42.0     | 163   | 30       | 2           | 34       | 3        | 5        | 9     | 7        | 1     | 0        |
| 2015      | 徳島      | 2.44     | 17    | 6     | 6     | 0        | 8     | 2     | 0        | 118.0    | 485   | 90       | 2           | 106      | 42       | 7        | 36    | 32       |       |          |
| 2016      | 徳島      | 1.38     | 15    | 6     | 6     | 0        | 5     | 1     | 0        | 97.2     | 395   | 79       | 1           | 81       | 23       | 5        | 23    | 15       | 4     | 1        |
| 2021      | 徳島      | 1.64     | 35    | 1     | 2     | 11       | 0     | 0     | 0        | 38.1     | 148   | 33       | 1           | 47       | 7        | 0        | 10    | 7        | 3     | 0        |
| 2022      | 北九州    | 1.80     | 3     | 0     | 0     | 0        | 0     | 0     | 0        | 5.0      | 20    | 2        | 1           | 1        | 1        | 1        | 1     | 1        | 0     | 0        |
| 関西：1年 | 関西：1年 | 1.93     | 24    | 11    | 4     | 0        | 2     | 2     | 0        | 135.0    | 565   | 118      | 1           | 97       | 43       | 8        | 44    | 29       | 4     | 1        |
| BFL：1年  | BFL：1年  | 1.50     | 9     | 2     | 1     | 0        | 3     | 0     | 0        | 42.0     | 163   | 30       | 2           | 34       | 3        | 5        | 9     | 7        | 1     | 0        |
| IL：3年   | IL：3年   | 1.91     | 67    | 13    | 14    | 11       | 13    | 3     | 0        | 254.0    | 1028  | 202      | 4           | 234      | 72       | 12       | 69    | 54       | 7     | 1        |
| KAL：1年  | KAL：1年  | 1.80     | 3     | 0     | 0     | 0        | 0     | 0     | 0        | 5.0      | 20    | 2        | 1           | 1        | 1        | 1        | 1     | 1        | 0     | 0        |

- 各年度の太字はリーグ最高
- 06BULLSは、2014年に関西独立リーグからBASEBALL FIRST LEAGUEに所属リーグを変更

### 背番号
- 20 （2013年 - 2014年）
- 14 （2015年 - 2016年、2023年 - 2024年）
- 40 （2017年 - 2020年）
- 99 （2021年）
- 97 （2022年）
- 75 （2025年 - ）

### 登場曲
- 「DREAM」清水翔太（2017年 - 2019年）
- 「Good Life」G-Eazy & Kehlani（2020年）